# مايكل سبنس
ولد مايكل سبنس (A. Michael Spence) عام 1943 في مونتكلير نيوجيرزي انتقلت أسرته إلى مزرعه خارج تورنتو والتحق بالمدرسة الداخلية عام 1951 انتقل عام 1952 إلى تورونتو ذهب إلى أوروبا في صيف عام 1962.
تخصص في الرياضيات في أكسفورد راندي وتخرج من جامعة برينستون، من 1968 طالبا في أكسفورد بدأ economica في برنامج الدكتوراه في جامعة هارفارد عمل في حرب فيتنام عام 1969. منح الدكتوراه عام 1970 بكلية كينيدي للتتضمن عام 1971، بدأ التدريس في الطرق التحليليه في كلية كنيدي للدراسات الحكومية وكان يمضى الصيف في بيركلي في الاقتصاد الرياضي. عام 1972 حصل على جائزة ديفيد أي آبار للكتب اطروحتة الدكتوراه في «إشارة السوق» وعام 1973 انتقل إلى ستانفورد في الاقتصاد الجزئي النظرية والتطبيقيه الصناعية.
عاد إلى هارفارد كأستاذ للتعليم العالي وتلقي جائزة التعليم غالبريث في هارفارد تلقى ميداليه من الرابطة الاقتصادية الأمريكية وفي يناير 1983 أصبح رئيسا لقسم الاقتصاد في جامعة هارفارد عام 1984 وفي أول سنة 1986 انضم إلى مجلس إدارة شركة بولارويد.

## وصلات خارجية
- مايكل سبنس على موقع الموسوعة البريطانية (الإنجليزية)
- مايكل سبنس على موقع مونزينجر (الألمانية)
- مايكل سبنس على موقع إن إن دي بي (الإنجليزية)

- مقالات سبنس على موقع  بروجيكت سينديكت